# Erbisreute
Erbisreute ist ein Weiler oberhalb von Weingarten in Baden-Württemberg. Er gehört zur Gemeinde Schlier im Landkreis Ravensburg.

## Geschichte
Der Ort wurde erstmals 1278 als Herwigesrute erwähnt. 1319 werden „Herren von Erbisreute“ genannt, die wohl der Familie der Herren von Ankenreute angehörten. 1350 erwarb das Kloster Weingarten das Gut vom Haus Waldburg. Im 15. Jahrhundert wurde Erbisreute in den Zins- und Haischbüchern des Klosters Weingarten als Herwißrutin genannt. Der Weiler unterstand bis 1806 der Gerichtsbarkeit der Landvogtei Schwaben mit Ausnahme eines Hofs, der im Besitz des Fürsten von Waldburg-Wolfegg war und auch unter dessen Niedergerichtsbarkeit stand.

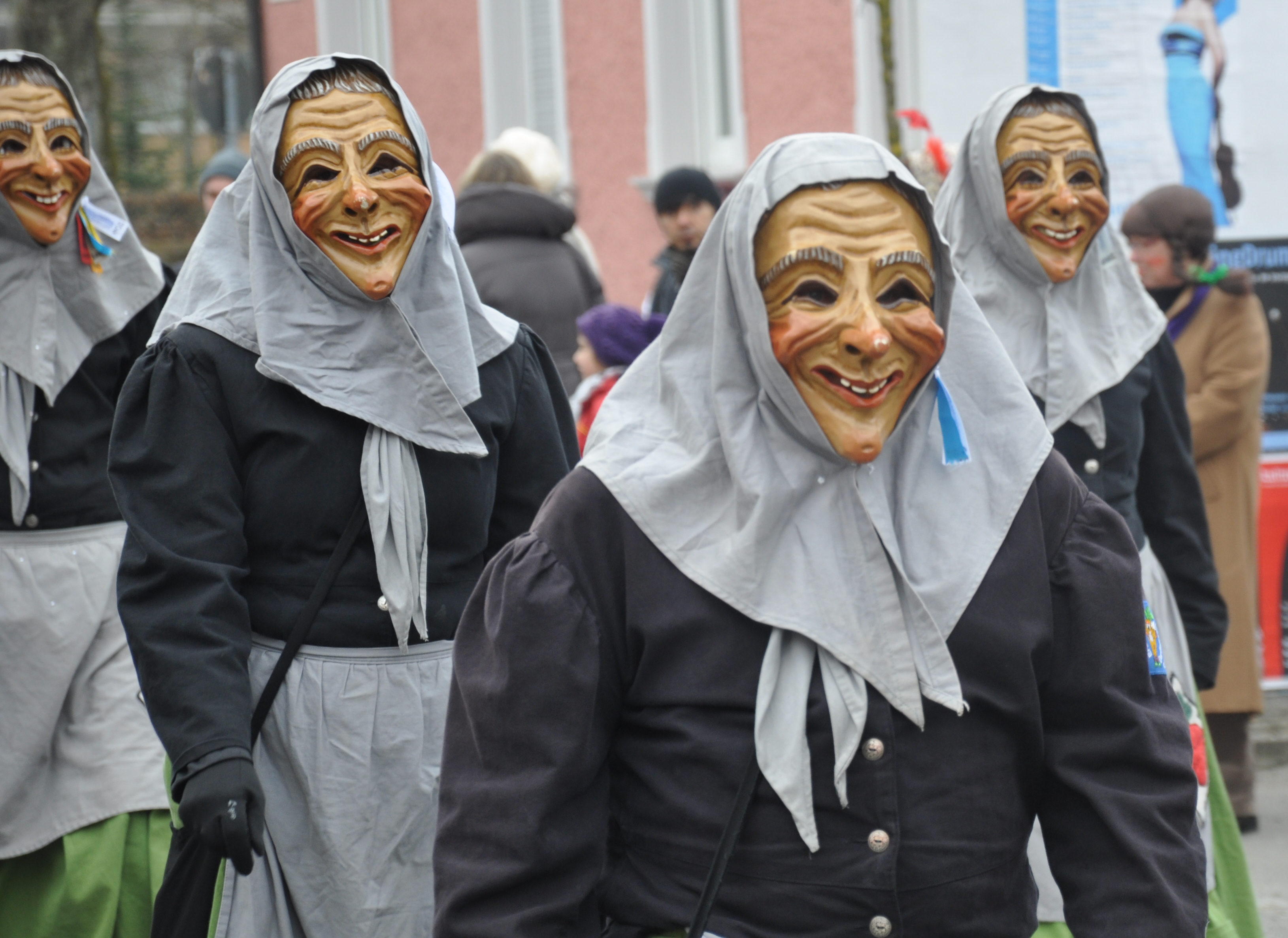
Die Erbisreuter Dorfnarren mit Narrenfigur „Riabaweible“

Im August und September 2006 lebten 13 Personen, darunter sechs Kinder, für den Dokumentarfilm Steinzeit – Das Experiment in einem dafür errichteten Pfahlbaudorf im Teil des Altdorfer Waldes im Naherholungsgebiet Erbisreute-Fuchsenloch. Das Projekt sollte Erkenntnisse über das Leben in der Jungsteinzeit erbringen. Die Pfahlhäuser wurden 2007 in das Pfahlbaumuseum Unteruhldingen versetzt.

## Religionen
Die katholische Bevölkerung gehörte bis 1822 zur Pfarrei Weingarten, seither zu Pfarrei St. Martin in Schlier. Evangelische Bewohner gehören zur Evangelischen Kirchengemeinde Weingarten.

## Vereine
Die „Erbisreuter Dorfnarren“ wurden 1976 gegründet und 1999 als Verein eingetragen. Sie veranstalten eine Dorffasnet im Sinne der schwäbisch-alemannischen Fasnet mit den Narrenfiguren „Riabaweible“ (Rübenweible) und „Runkelrübe“.